# Blastomère
« Blastocyte » redirige ici. Ne pas confondre avec Blastocyste.

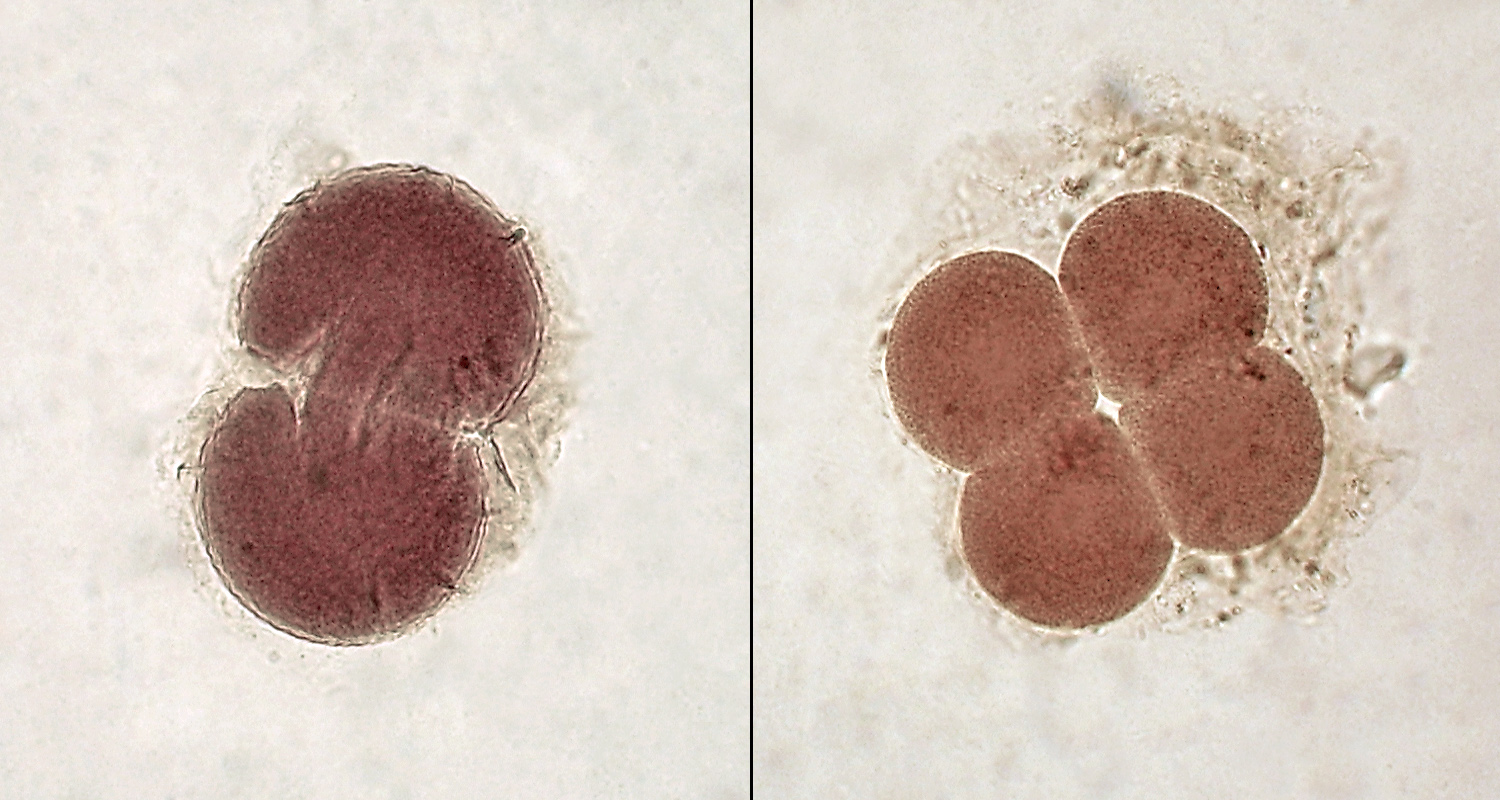
Embryons au stade 2 cellules et 4 cellules

Un blastomère, ou blastocyte, est une cellule qui dérive des premières divisions ou segmentation du zygote durant le développement embryonnaire. Ce terme dérive du grec blastos qui signifie germe ou bourgeon, et meros qui signifie « partie » (attention ne pas confondre "blastocyte", cellule "germe ou bourgeon" selon l'étymologie mentionnée et "blastocyste" qui est un stade de l'embryogenèse des mammifères correspondant à la blastulation de la morula),
Les blastomères se divisent par clivage (segmentation précoce des embryons produisant, généralement, des cellules sans l'augmentation substantielle de la taille totale de l'embryon).
Lors des clivages, il n'y a pas de phases G1 et G2 des mitoses, ce qui induit une fréquence plus rapide des divisions.

## Étymologie

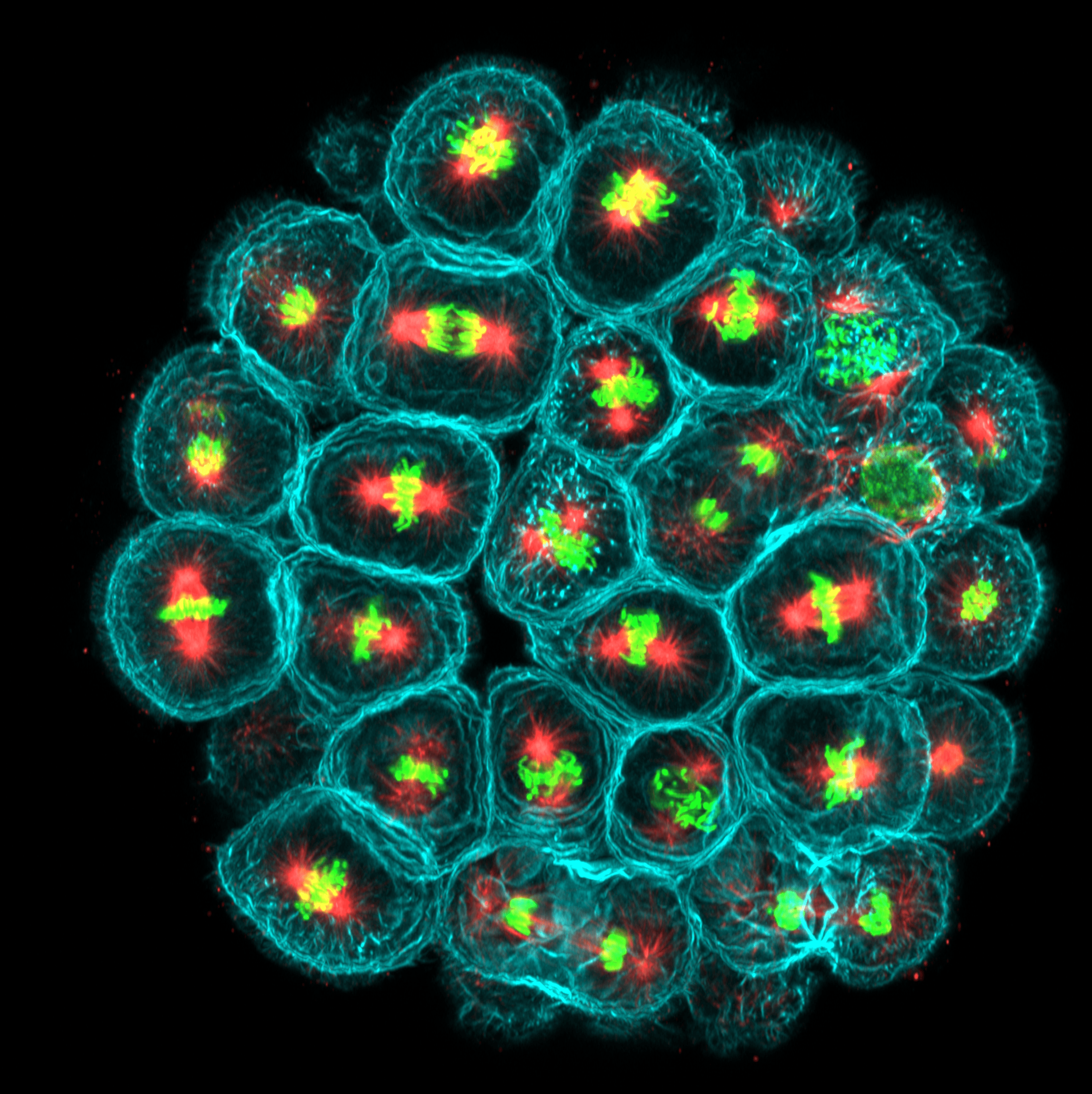
Embryons d'oursin au stade blastula.

Vient du grec βλαστός (germe, bourgeon) et κύτος (cavité, cellule).

## Morula
Une morula est un embryon avec entre 12 et 16 blastomères. Un blastocyste est composé d’au moins 128 blastomères.

## Chez l'Homme
La première division de mitose a lieu environ 30 heures après la fécondation, les mitoses se poursuivent au rythme d'une division (mitose) toutes les 18 heures. Les cellules filles sont de plus en plus petites car limitées par la zone pellucide, le volume total n'augmente donc pas.